# Sixt SE

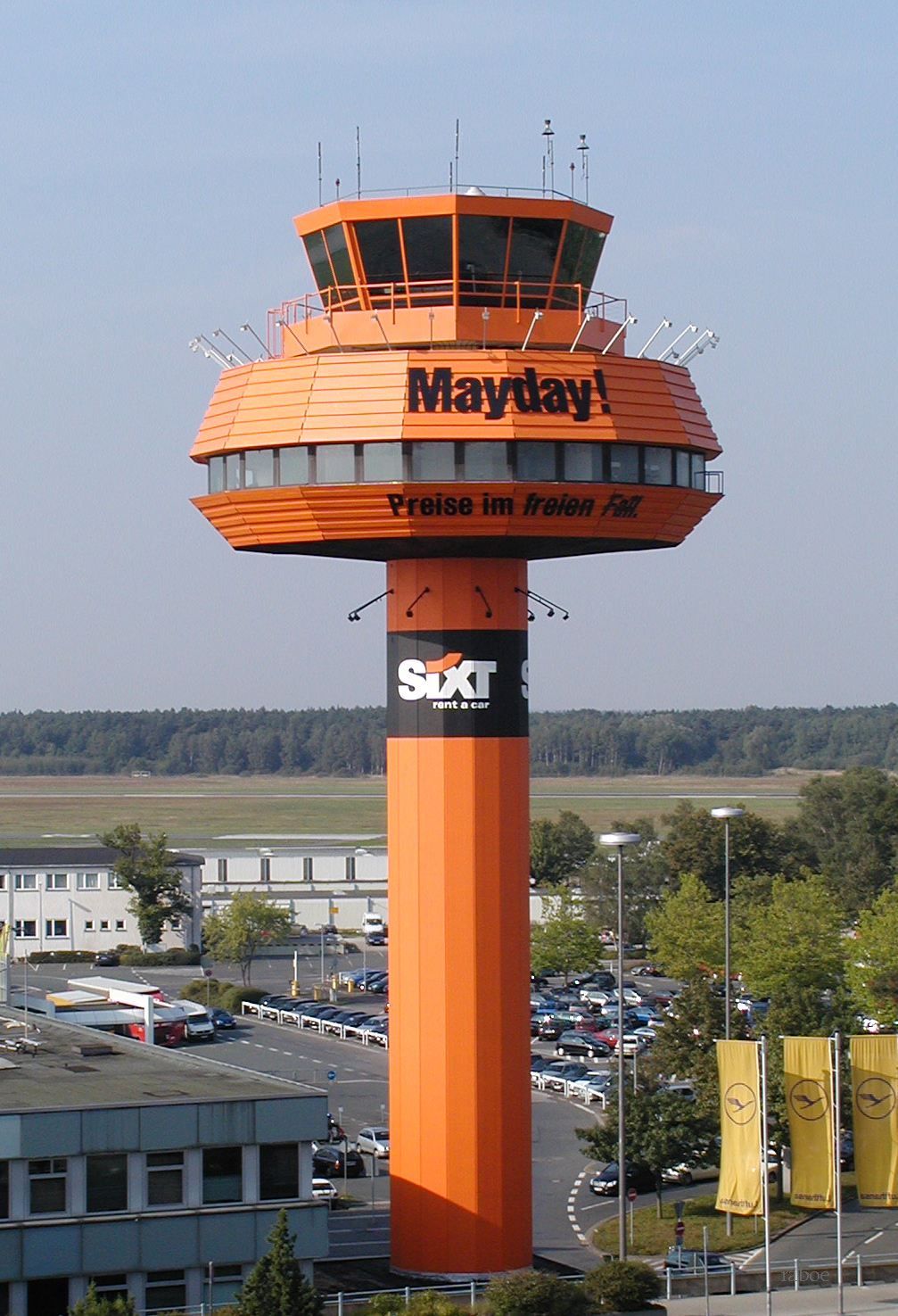
Verkeerstoren van de luchthaven van Hannover in Sixt-reclame

Sixt AG is een beursgenoteerd Duits bedrijf en een van de grootste autoverhuur- en -leasingbedrijven in Europa.
Het is opgericht in 1912 door de Duitser Martin Sixt in München en wordt momenteel bestuurd door de derde generatie van de Sixt-familie. Sixt is actief in meer dan 100 landen en heeft meer dan 3500 vestigingen wereldwijd. De verhuurlocaties zijn strategisch gevestigd op luchthavens en in stadscentra.
In 1998 opende Sixt haar eerste vestiging in Nederland op Schiphol Airport en heeft zich sindsdien krachtig gemanifesteerd op de Nederlandse autoverhuurmarkt. In 2004 opende zij haar eerste locatie in België.